# 로잔대학교 물린 캠퍼스역
로잔대학교 물린 캠퍼스역은 1991년에 개통한 스위스의 철도역이다.

## 역 주변
- 로잔대학교 물린 캠퍼스